# Johnny Hallyday
Johnny Hallyday, nome artístico de Jean-Philippe Smet (Paris, 15 de junho de 1943 - Marnes-la-Coquette, 5 de dezembro de 2017), foi um cantor, compositor e ator francês.
Filho de um pai belga e de uma mãe francesa, começou a tocar música na década de 1960, muito inspirado por Elvis Presley e pelo seu sucesso nos Estados Unidos.
A sua última digressão foi a "Tournée des vieilles canailles" em 2017.
Ele foi o maior roqueiro francês e sua carreira durou até a sua morte, ocasionada por um câncer de pulmão no final de 2017, aos 74 anos de idade.
Nos seus 57 anos de carreira, vendeu 110 milhões de discos e gravou mais de 1 000 canções.
Johnny Hallyday deu muito dinheiro a instituições de caridade. Era uma pessoa com uma paixão por carros e motocicletas americanas. Foi escrito um livro sobre esta paixão "Johnny Hallyday, mes motos & voitures de Johnny Hallyday" escrito por Jean Basselin.